# Gustavo Adolfo Bécquer
Gustavo Adolfo Claudio Domínguez Bastida, più noto come Gustavo Adolfo Bécquer (Siviglia, 17 febbraio 1836 – Madrid, 22 dicembre 1870), è stato un poeta, scrittore e giornalista spagnolo.
(Bécquer, dalla Rima LXXIII)

## Biografia
Gustavo Adolfo Bécquer era l'ultimo degli otto figli di José Domínguez Insausti, noto pittore di costumi andalusi, che adottò il cognome Bécquer dai propri antenati, commercianti fiamminghi stabiliti a Siviglia fin dal XVI secolo, dei quali esistette un tempo in Duomo una cappella dove riposavano i resti di ventiquattro hidalgos. Anche la madre, Joaquina Bastida de Vargas, proveniva da una famiglia aristocratica e benestante. Viene battezzato il 25 febbraio nella parrocchia di San Lorenzo Mártir.
Nel 1841 muore il padre e, oltre la madre, anche lo zio Juan de Vargas si prende cura dei nipoti.
Nel 1846 Bécquer viene iscritto, come cadetto di marina, nel collegio sivigliano di San Telmo, ma il collegio viene soppresso l'anno seguente, in cui muore anche sua madre. Gustavo Adolfo viene affidato alla madrina Manuela Monahay, figlia di un profumiere francese e allieva, come pittrice dilettante, del padre del futuro poeta, donna ricca e colta, nella cui casa è ospitata un'ampia biblioteca che raccoglie le opere dei maggiori scrittori europei contemporanei. Risale al 1848 la prima poesia conosciuta di Bécquer, un'ode scritta per l'occasione della morte del poeta romantico spagnolo Alberto Lista.
Mostrando disposizione al disegno e alla pittura, nel 1850 la madrina lo iscrive alla scuola del pittore Antonio Cabral, dove già studia il fratello Valeriano, destinato ad affermarsi, come il padre, tra i migliori pittori costumbristas del secolo. Continua a coltivare la sua passione letteraria, ma lo zio Joaquín Domínguez Bécquer, pur incoraggiandolo a studiare e finanziandogli corsi di latino, gli pronostica: "Non sarai mai un buon pittore, ma sarai un cattivo letterato".
Già nel 1853 Bécquer pubblica versi in riviste locali e conosce giovani scrittori come Narciso Campillo, futuro editore delle sue opere postume, e Julio Nombela. Insieme, formano una piccola società che sogna di raggiungere la fama e gli onori che essi credono siano dovuti ai poeti. Proveniente da una famiglia conservatrice, in arte e in politica, Gustavo Adolfo si mostra scettico di fronte alle allora crescenti istanze di rinnovamento liberale. La sua educazione letteraria ha un fondamento classico, basato sui poeti latini e sugli spagnoli del Secolo d'oro, come Fray Luis de León, Herrera e Rioja, ma sui ritmi musicali dei suoi primi versi si insinuano inclinazioni preromantiche: il fascino della notte, il mistero della morte, la riflessione sulla vanità delle vicende umane.
Abbandonata la pittura, nell'ottobre del 1854, deciso a tentare l'avventura letteraria, si trasferisce a Madrid, dove lo attendono gli amici Nombela e Campillo. Alloggia nella modesta pensione di doña Soledad, andalusa come lui.
Sono anni difficili, vissuti da bohémien: per guadagnare, scrive, insieme con amici, commedie e zarzuelas - commedie musicali molto popolari in Spagna -  come La novia y el pantalón (1856), satira antiborghese, e La venta encantada, ispirata al Don Chisciotte. Collabora a giornali e riviste, anche di moda, come El Album de señoritas e il Correo de la moda e fonda, insieme con gli amici, riviste letterarie - El Mundo e El Porvenir - che hanno vita brevissima.
Nel 1857 progetta un'opera in più volumi, ispirata al Genio del Cristianesimo di François-René de Chateaubriand: la Historia de los Templos de España, un tentativo di unire lo studio dell'arte cristiana al pensiero religioso e storico spagnolo; scrive che "la tradizione religiosa è l'occhio di diamante sul quale gira il nostro passato. Studiare il tempio, manifestazione visibile della prima, per fare la sintesi del secondo". Ma riuscirà a terminare solo un volume, illustrato dal fratello Valeriano.
Collabora alla rivista El Nene, dove esce quella che sarà poi indicata come la tredicesima delle sue Rimas, la Imitación de Byron: è infatti il poeta inglese delle Hebrew Melodies e lo Heine dell'Intermezzo, che conosce nella traduzione di Eulogio Florentino Sanz comparsa nel 1857, ad attrarre la sua attenzione. È presto licenziato da un modesto impiego ottenuto nella Direzione dei Beni Nazionali - secondo quanto si dice - per essere stato sorpreso dal capoufficio a disegnare.
Nel 1858 soffre dei primi sintomi della tubercolosi. L'amico Rodríguez Correa gli fa pubblicare la prima delle sue Leyendas, El caudillo de las manos rojas, un racconto esotico inconsueto nella letteratura spagnola del tempo.
Dopo un periodo di cure e di convalescenza, a Madrid conosce e corteggia Josefina Espín, ma presto s'innamora della sorella, la bella cantante d'opera Julia, nata nel 1838, pronipote della famosa soprano Colbran, moglie di Rossini, e figlia del musicista Joaquín Espín, direttore della Universidad Central, professore di solfeggio nel Conservatorio e organista della Cappella reale. È il grande amore della sua vita: Bécquer scrive molte delle sue Rimas ma la tormentata relazione, costellata di tradimenti da parte della ragazza, non durerà più di tre anni. In effetti, Julia non poté prendere in seria considerazione uno scrittore di nessuna fama e di incerto avvenire: proseguirà la sua attività artistica, esibendosi nel 1867 alla Scala di Milano e nel 1869 in Russia, fino a sposare nel 1873 il futuro ministro spagnolo Benigno Ortega.
Dal 1858 al 1863, la Spagna è governata dalla Unión Liberal di Leopoldo O'Donnell. González Bravo, uomo politico di punta della opposizione conservatrice capeggiata da Narváez, con l'appoggio del finanziere Salamanca, fonda nel 1860 El Contemporáneo, diretto da José Luis Albareda, per appoggiare il partito conservatore. Vi chiama a collaborare Bécquer, che vi scrive di cronaca, di politica, di letteratura e vi pubblica anche molte sue opere, fra cui le Cartas literarias a una mujer. Nel 1861, insieme col fratello Valeriano, ormai pittore affermato, viaggia per la Spagna alla ricerca di ispirazione per la sua Historia de los Templos de España, visitando chiese, conventi, luoghi solitari e vecchi palazzi, poi descritti nelle sue Leyendas.
In quello stesso anno, nella casa del medico Francisco Esteban, che lo cura di una malattia venerea (probabilmente di sifilide) conosce la figlia, Casta Esteban Navarro, descritta come donna volgare, che Gustavo Adolfo sposa, senza amore, il 19 maggio 1861.
Nel 1862 nasce il primo figlio, Gregorio Gustavo Adolfo, a Noviercas, in Soria, dove la famiglia di Casta possiede dei beni e una piccola casa. Nel 1863 Gustavo ha una ricaduta della sua malattia; rimessosi, torna a Siviglia: sono di quest'anno il ritratto fattogli dal fratello Valeriano, conservato nel Museo de Bellas Artes di Siviglia, e i dissapori con la moglie.
A causa dell'aggravamento delle sue condizioni di salute, con la famiglia e col fratello Valeriano, recentemente separato dalla moglie, e con i figli di questi, nel 1864 si ritira nello sconsacrato monastero cistercense di Veruela, in Aragona, organizzato anche come ospedale. Qui scrive le sue lettere Desde mi celda in cui, oltre a rappresentazioni di tipi e a descrizioni di paesaggi, fa un resoconto della sua vita, improntato a una marcata disillusione.
González Bravo, divenuto suo amico e mecenate, per offrirgli un aiuto economico, lo nomina nel 1864 Censore Ufficiale delle pubblicazioni letterarie, incarico che Bécquer svolgerà a Madrid fino al 1868, con l'importante stipendio di ventiquattromila reales.
Nasce il secondo figlio, Jorge, nel 1868, anno particolarmente difficile per Bécquer, che scopre le infedeltà della moglie e, quando González Bravo, divenuto primo ministro, gli promette i finanziamenti per la pubblicazione delle sue Rimas, a seguito delle rivolte popolari contro il regime di Isabella II, l'unico manoscritto delle sue poesie va distrutto. In dicembre nasce a Noviercas il terzo figlio, Emilio Eusebio.
Nel 1868 pubblica El libro de los gorriones (Il libro dei passeri), ricostruzione a memoria di parte delle sue Rimas andate perdute; collabora, insieme al fratello Valeriano, all'importante rivista Ilustración española y americana.
Separato dalla moglie, con la quale continua tuttavia a tenersi in contatto, dopo un breve soggiorno a Toledo, torna col fratello a Madrid nel 1870, alloggiando in un piccolo albergo, per dirigere La Ilustración de Madrid, appena fondata da Eduardo Gasset y Artime, avendo il fratello come collaboratore disegnatore; ma Valeriano muore improvvisamente il 23 settembre; l'amico Rodríguez Correa, ora affermato e ricco, gli procura un lussuoso appartamento.

## La morte
Pur riconciliato con la moglie, la morte del fratello gli causa una grave depressione a cui fa seguito l'ennesima crisi provocatagli dall'infezione luetica: il 22 dicembre, un giorno di eclissi totale di sole, chiede all'amico poeta Ferrán di bruciare le sue lettere e di curare la pubblicazione delle sue opere - si es posible, publicad mis versos. Tengo el presentimiento de que muerto seré más y mejor conocido que vivo ("se è possibile, pubblicate i miei versi. Ho il presentimento che da morto sarò conosciuto più e meglio che da vivo"). Muore alle 10 del mattino. Sembra che le sue ultime parole siano state: todo mortal ("tutto mortale").
Le spoglie dei due fratelli furono trasportate nel 1913 a Siviglia, nella cripta della cappella dell'Accademia di Belle Lettere.

## Le opere
Nel 1871 escono le Obras de Gustavo Adolfo Bécquer, in due volumi; il primo contiene le Leyendas, il secondo, le Cartas literarias e le 79 Rimas già pubblicate come Libro de los gorriones. Titolo completo dell'opera era: Libro de los gorriones. Colección de proyectos, ideas y planes que se concluirán o no según sople el viento.
Successivamente, si pubblicarono altre edizioni ampliate, fino alla 5ª in tre volumi. Furono poi raccolte in tre volumi le Páginas desconocidas nel 1923, e quattro volumi di Páginas abandonadas.
- 1860 - 1861 Cartas literarias a una mujer
- 1863 Lettere dalla mia cella (Cartas desde mi celda), inviate al giornale El Contemporáneo di cui era redattore già dal 1861
- 1867 - 1868 Rime (Rimas)
- Leggende (Leyendas)

## La poesia
Bécquer era solito ripetere la frase di Lamartine "la migliore poesia scritta è quella che non si scrive". Così avviene nelle sue settantanove Rimas, brevi come arpeggi, avendovi concentrato quel sentimento poetico che egli avrebbe voluto sviluppare in più ampie composizioni che tuttavia non scrisse. In esse "scorre tutta la poetica di un amore, dal suo sbocciare, fino al momento in cui la passione amorosa si trasforma in puro dolore. Subentra allora la solitudine dell'anima dolente e in quella desolata tristezza la poesia di Bécquer raggiunge la massima emotività: la luce diventa penombra, il riso è pianto, la musica silenzio e l'unica compagnia possibile è quella dei defunti". (Marina Cepeda Fuentes)
L'influsso di Bécquer su tutta la poesia spagnola posteriore è illuminante, giacché si trovano elementi di Simbolismo e di Modernismo; senza tener conto di Bécquer è difficile comprendere del tutto Rubén Darío, Salvador Rueda, Antonio Machado, Juan Ramón Jiménez, Rafael Alberti, Gerardo Diego. Rispetto al Romanticismo altisonante e byroniano di un José de Espronceda, Bécquer rappresenta il tono intimo della lirica. Il suo "himno gigante y extraño" rompe con la tradizione della poesia civile ed eroica di Manuel José Quintana e con i colori vistosi e con la storia nazionale di Ángel de Saavedra o José Zorrilla, per meditare a fondo sulla creazione poetica, sull'amore e sulla morte, che sono i temi centrali delle Rimas. Manuel Altolaguirre affermò che la poesia di Bécquer è la più umana del Romanticismo spagnolo e questo le valse il disprezzo di Núñez de Arce il quale, forse per la sua ideologia liberale, contraria al conservatorismo becqueriano, qualificò le sue Rime di "sospiretti tedeschi".

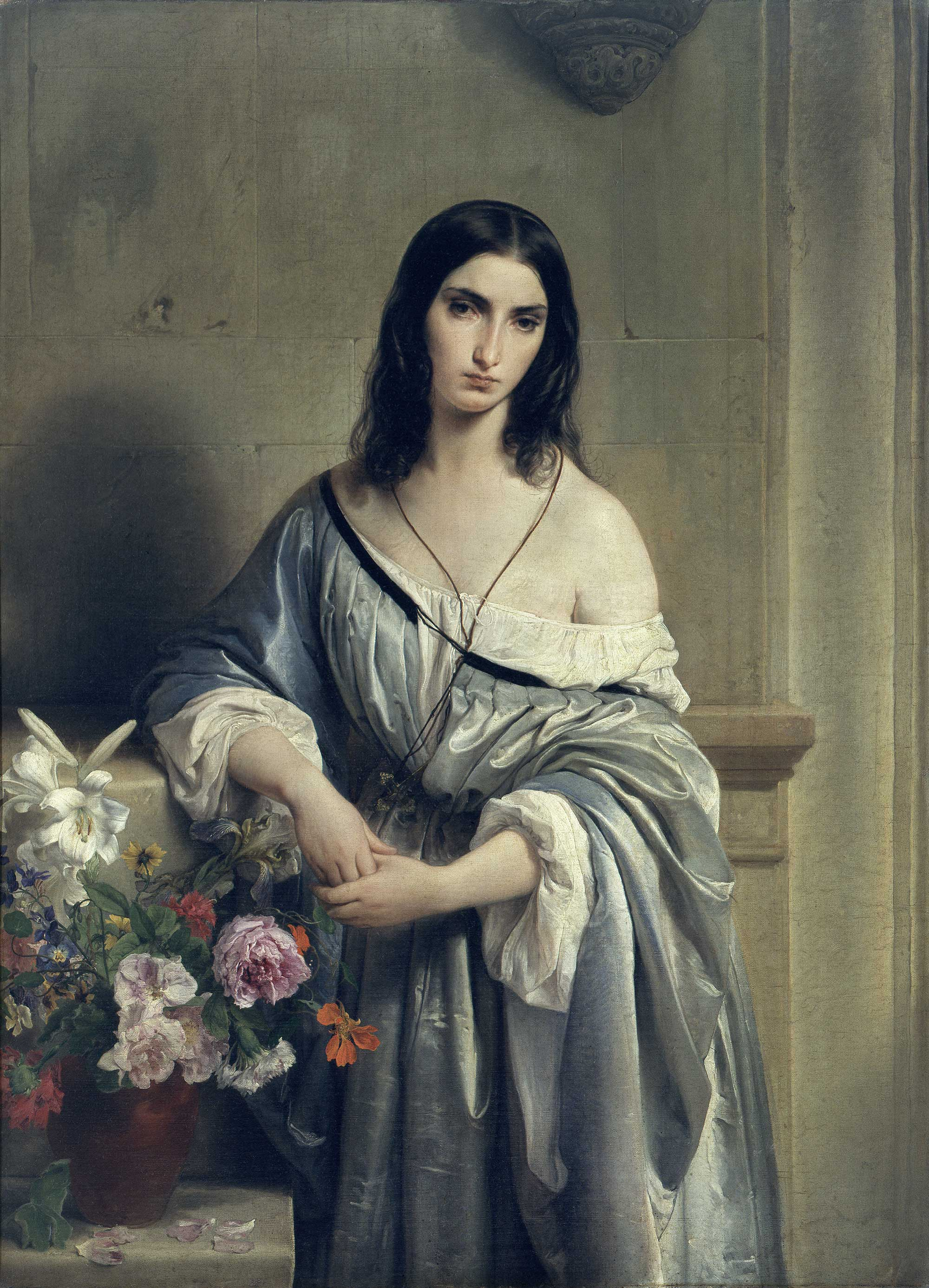
Francesco Hayez, La malinconia

I suoi modelli poetici sono essenzialmente Heinrich Heine, in primo luogo, poi Lord Byron e Alfred de Musset, come ben mostrano i loro echi nella sua opera.
Gustavo Adolfo Bécquer fu anche grande narratore: scrisse venticinque Leggende, del genere gotico, o abbozzi di prosa poetica o ancora di genere avventuroso. Si sono individuati, come temi fondamentali, l'esotismo, la morte, (seppur in piccola parte) il sentimento collegato alla guerra e alla vita oltreterrena, la magia, la religione, l'animismo e l'amore che, senza ombra di dubbio, predomina nelle opere becqueriane.
Se come prosatore è alla pari dei migliori del suo tempo, li supera nell'ispirazione, nell'immaginazione e nella prosa lirica, mostrando profondo interesse e amore per la natura.
Insieme con Rosalía de Castro, Bécquer inaugura la moderna lirica spagnola ma ha cura di mantenere i legami con la poesia tradizionale. Le Rimas si situano nella corrente romantica, con la rivalutazione della poesia popolare, le seguidillas e i fandangos dell'Andalusia, che la lirica "colta" aveva abbandonato nel XVIII secolo, e nell'estetica del sentimento. "Esiste una poesia magnifica e sonora", scrisse, "figlia della meditazione e dell'arte, che si addobba con tutta la pompa della lingua, che si muove con una ritmica maestà, che parla all'immaginazione conducendola per un sentiero sconosciuto...Esiste un'altra, naturale, breve, secca, che sorge dall'anima come una scintilla elettrica, che ferisce il sentimento con una parola e fugge, e che, spoglia di artifici, libera da forme, sveglia le mille idee che dormono nell'oceano della fantasia. È la poesia popolare, la sintesi di ogni poesia, perché il popolo è stato e sarà sempre il grande poeta di tutte le epoche".
Il suo ideale poetico è lo sviluppo di una lirica intimista, espressa con sincerità, semplicità, musicalità di forma e facilità di stile.
Le sue Rimas furono tenute sempre presenti dai lirici spagnoli del Novecento: Miguel de Unamuno, i fratelli Manuel e Antonio Machado, Juan Ramón Jiménez, Rafael Alberti, Federico García Lorca, Luis Cernuda, Vicente Aleixandre, Dámaso Alonso, Pedro Salinas e altri ancora le hanno considerate le forme fondanti della sensibilità moderna e delle nuove forme espressive.

## Opere in collaborazione
Con Luis García Luna compone alcune operette, sotto lo pseudonimo di Adolfo García (nome di uno e cognome dell'altro):
- La fidanzata e i calzoni - 1856
- Le distrazioni - 1859
- L'osteria incantata - 1859
- Pan per focaccia - 1860
- La croce della valle - 1860.

Con Rodríguez Correa compone due opere teatrali con lo pseudonimo di Adolfo Rodríguez come già fatto in precedenza con García:
- Il novello Figaro - 1862
- Clara di Rosemberg - 1863.